# Catrin Finch
Catrin Anna Finch (* 1980 in Llanon in Ceredigion) ist eine walisische Harfenistin, Komponistin und Arrangeurin.

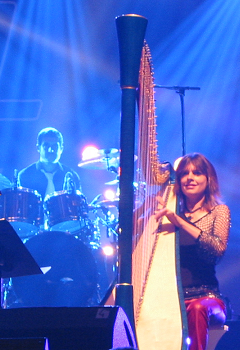
Catrin Finch in Lorient 2008

## Leben und Karriere
Finch lernte ab fünf Jahren Harfe (nachdem sie die spanische Harfenistin Marisa Robles gehört hatte) und war ab dem Alter von zehn Jahren Mitglied des National Youth Orchestra of Great Britain und trat mit ihm bei den Proms auf. Sie studierte ab früher Jugend keltische Harfe bei der führenden walisischen Harfenistin Elinor Bennett (* 1943). 1991 gewann sie den ersten Preis in der Jugend-Sektion beim World Harp Festival und 1994 einen zweiten Preis in der Sektion für Erwachsene. Ab 1996 studierte sie bei Skaila Kanga an der Purcell School und ab 1998 an der Royal Academy of Music. 2000 gewann sie die Young Concert Artists International Auditions in New York City und war 2000 bis 2004 Offizielle Harfenistin des Prince of Wales, ein Titel der seit 1873 nicht mehr vergeben worden war. Zuvor hatte sie auf den Feiern zum 50. Geburtstag von Prinz Charles gespielt.
Sie spielt sowohl klassisch (zum Beispiel nahm sie 2009 eine CD mit den Goldberg-Variationen von Johann Sebastian Bach für Harfe bei der Deutschen Grammophon auf, die erste derartige Transkription und Aufnahme) als auch als Crossover-Musikerin. 
Catrin Finch gibt weltweit Konzerte und veröffentlichte mehrere Alben unter eigenem Namen, unter anderem 2002 The Harpist (von ihrer USA-Tour) und 2003 Crossing the Stone (Sony, mit den Prager Philharmonikern und Kompositionen von Karl Jenkins). Sie arrangiert auch für Big Band und veröffentlichte mit ihrer Big Band CF 47 das Album String Theory. Mit ihrer Big Band trat sie auch 2007 beim Brecon Jazz Festival auf.
Sie nahm auch mit John Rutter auf (Blessing, Deutsche Grammophon 2012, auch mit einer eigenen Komposition Celtic Concerto) und mit dem Cellisten Julian Lloyd Webber (Unexpected Songs 2006) auf.
Catrin Finch ist Gastprofessorin am Royal Welsh College of Music & Drama (deren Ehren-Fellow sie 2005 wurde) und an der Royal Academy of Music. 2006 wurde sie Ehren-Fellow der University of Wales. 2004 wurde sie für den Classical Brit Award nominiert. 2009 wurde ein Catrin Finch Centre an der Glyndwr University in Wrexham eröffnet.
Sie ist seit 2003 mit Hywel Wigley, dem Sohn von Elinor Bennett und Dafydd Wigley verheiratet und hat zwei Töchter. Mit ihrem Mann gründete sie ein Aufnahmestudio (und Veranstaltungsort) in einer umgebauten Kirche in Cardiff (Acapela).
Die BBC Wales drehte über sie den Dokumentarfilm Charlie´s Angel.